# Sabrina Buchholz
Sabrina Buchholz (ur. 5 marca 1980 w Schmalkalden) – niemiecka biathlonistka, medalistka mistrzostw świata i Europy.

## Kariera
Pierwsze sukcesy osiągnęła w 2000 roku, zdobywając cztery medale na mistrzostwach świata juniorów w Hochfilzen. W sprincie, biegu pościgowym i sztafecie była najlepsza, a w biegu indywidualnym zajęła drugie miejsce.
W Pucharze Świata zadebiutowała 1 grudnia 2000 roku w Anterselvie, zajmując dziewiąte miejsce w sprincie. Tym samym już w debiucie zdobyła pierwsze punkty. Nigdy nie stanęła na podium indywidualnych zawodów pucharowych, najwyższą lokatę wywalczyła 7 grudnia 2007 roku w Hochfilzen, gdzie rywalizację w sprincie ukończyła na piątej pozycji. Najlepsze wyniki osiągnęła w sezonie 2007/2008, kiedy zajęła 18. miejsce w klasyfikacji generalnej.
Podczas mistrzostw świata w Östersund w 2008 roku wspólnie z Magdaleną Neuner, Andreasem Birnbacherem i Michaelem Greisem zdobyła złoty medal w sztafecie mieszanej. Ponadto zdobyła pięć medali mistrzostw Europy:  złoty w sztafecie na ME w Kontiolahti (2002), srebrne w biegu indywidualnym na ME w Nowosybirsku (2005) i sztafecie na ME w Bansku (2007) oraz brązowe w sztafecie na ME w Mińsku (2004) i ME w Langdorf (2006). Nigdy nie wystąpiła na igrzyskach olimpijskich.

## Osiągnięcia

### Mistrzostwa świata
| Rok  | Miejscowość     | Konkurencje | Konkurencje | Konkurencje | Konkurencje | Konkurencje | Konkurencje | Konkurencje |
| Rok  | Miejscowość     | IN          | SP          | PU          | MS          | RL          | MR          | SR          |
| ---- | --------------- | ----------- | ----------- | ----------- | ----------- | ----------- | ----------- | ----------- |
| 2008 | Östersund       | –           | –           | –           | 26.         | –           | 1.          | –           |
| 2011 | Chanty-Mansyjsk | 20.         | –           | –           | –           | –           | –           | –           |

### Mistrzostwa świata juniorów
| Rok  | Miejscowość | Konkurencje | Konkurencje | Konkurencje | Konkurencje | Konkurencje | Konkurencje | Konkurencje |
| Rok  | Miejscowość | IN          | SP          | PU          | MS          | RL          | MR          | SR          |
| ---- | ----------- | ----------- | ----------- | ----------- | ----------- | ----------- | ----------- | ----------- |
| 1999 | Pokljuka    | 4.          | 13.         | 9.          | nd.         | –           | nd.         | –           |
| 2000 | Hochfilzen  | 2.          | 1.          | 1.          | nd.         | 1.          | nd.         | –           |

### Puchar Świata

#### Miejsca w klasyfikacji generalnej
| Sezon     | Miejsce |
| --------- | ------- |
| 2000/2001 | 59.     |
| 2001/2002 | 62.     |
| 2003/2004 | 46.     |
| 2004/2005 | 44.     |
| 2006/2007 | 38.     |
| 2007/2008 | 18.     |
| 2008/2009 | 73.     |
| 2009/2010 | 71.     |
| 2010/2011 | 30.     |
| 2011/2012 | 67.     |

#### Miejsca na podium
Buchholz nigdy nie stanęła na podium indywidualnych zawodów PŚ.